# Brachychiton discolor

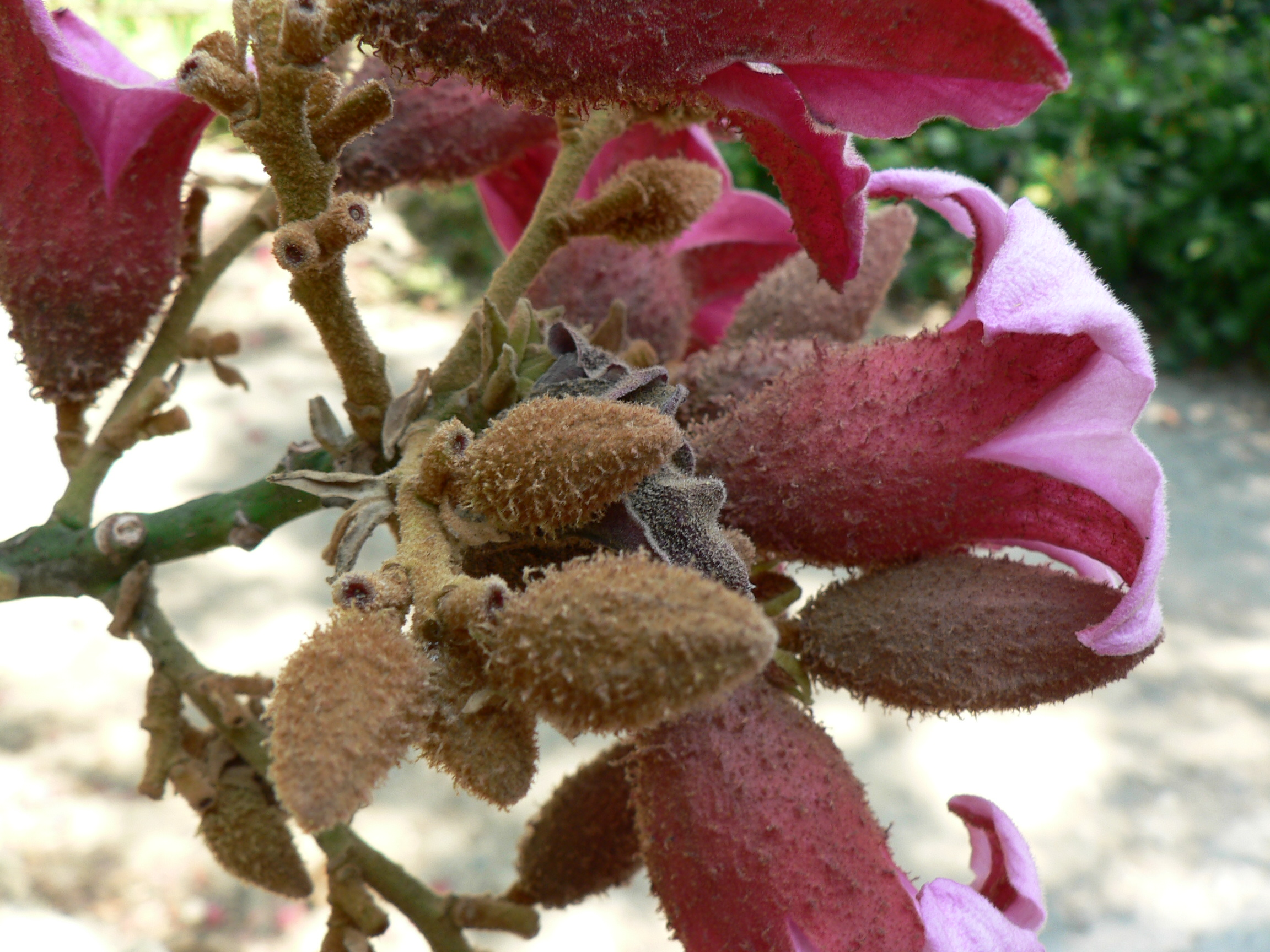
Blütenstand

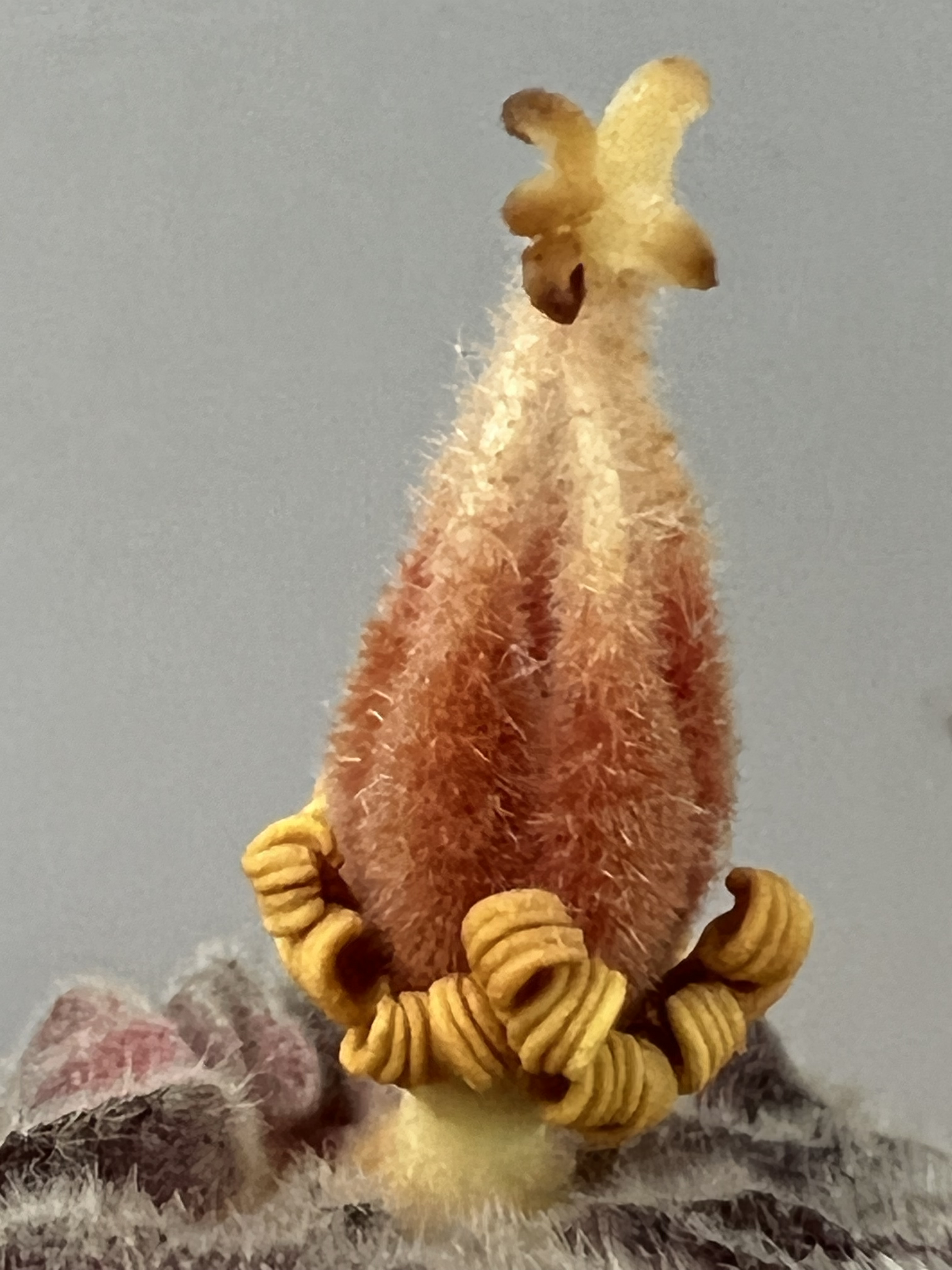
Genäherte Stempel und Staminodien

Brachychiton discolor (Syn.: Brachychiton  luridus C.Moore ex F.Muell., Sterculia lurida (C.Moore ex F.Muell.) F.Muell. ex Benth.) ist ein Baum, der in New South Wales, Queensland und Nordaustralien heimisch ist. Er kommt dort in küstennahem Buschland und in Wäldern mit tropischem Saisonklima mit einer Regenperiode und einer trockenen Jahreszeit vor.

## Beschreibung
Brachychiton discolor ist ein schwach sukkulenter, bis zu 30 Meter hoher, laubabwerfender Baum. Der Baum verträgt Dürre sehr gut. Der Stammdurchmesser erreicht über 1 Meter. Die braune bis gräuliche Borke ist im Alter furchig. Der Stamm ist an der Basis manchmal etwas geschwollen.
Die wechselständigen und gestielten Laubblätter sind dunkelgrün, unterseits silberweiß behaart, handförmig geteilt bis gelappt und drei- bis sieben-, meist fünflappig. Die jüngeren Blätter sind tief geteilt, die älteren gelappt. Ihr Durchmesser beträgt 10 bis 20 Zentimeter, die Länge des Blattstiels 5 bis 10 Zentimeter. Der Spreitengrund ist herzförmig und die Spitzen spitz bis zugespitzt.
Brachychiton discolor ist einhäusig monözisch. Die großen Blüten erscheinen in achselständigen, dichten und rostig behaarten Rispen. Die funktionell eingeschlechtlichen, fast sitzenden bis kurz gestielten Blüten mit einfacher Blütenhülle sind 4 bis 5 Zentimeter lang und rot, pink oder magentafarben. Die Kronblätter fehlen. Die glockenförmig verwachsenen, petaloiden Kelchblätter sind außen rostig und innen fein behaart mit kurzen dreieckigen Zipfeln. Die männlichen Blüten besitzen bis zu 30 Staubblätter, die mit den Antheren in einem Synandrium verwachsen sind und Pistillode. Die weiblichen Blüten 5 freie, oberständige, genäherte und dicht behaarte Stempel mit Stempelfuß und Staminodien. Die Blüten erscheinen vom späten Frühling bis zum Sommer (November bis März), nachdem der Baum die Blätter abgeworfen hat. Es sind innen, unten an den Kelchblättern Nektarien vorhanden.
Als Früchte werden bis zu fünf holzige und dicht bräunlich behaarte, bis zu 15 Zentimeter lange, längliche, spitze, innen pelzig behaart, dickschalige Bälge je Blüte gebildet die in einer Sammelbalgfrucht erscheinen. Sie sind an der Basis miteinander verwachsen und haben nach Öffnung die Form von Booten. Sie enthalten bis 1 Zentimeter große, gelbe, in einer brüchigen, papierigen, losen Hülle (Exotesta), mit reizauslösenden Haaren, eingebettete Samen.
Die Chromosomenzahl beträgt 2n = 40.

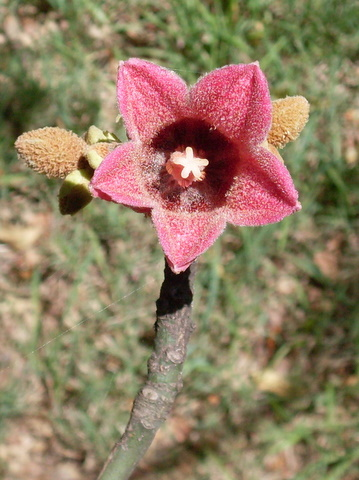
Weibliche Blüte
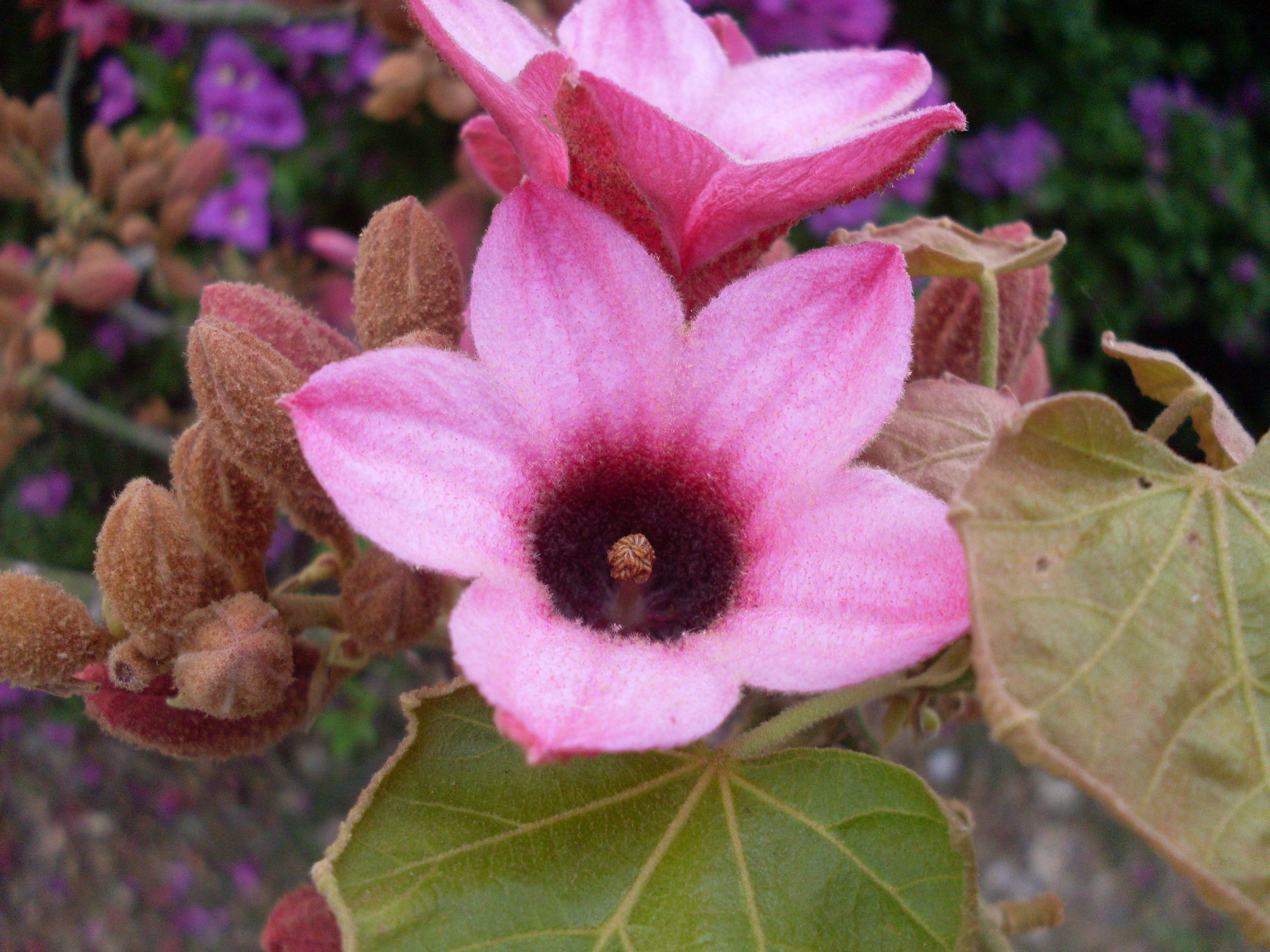
Männliche Blüte
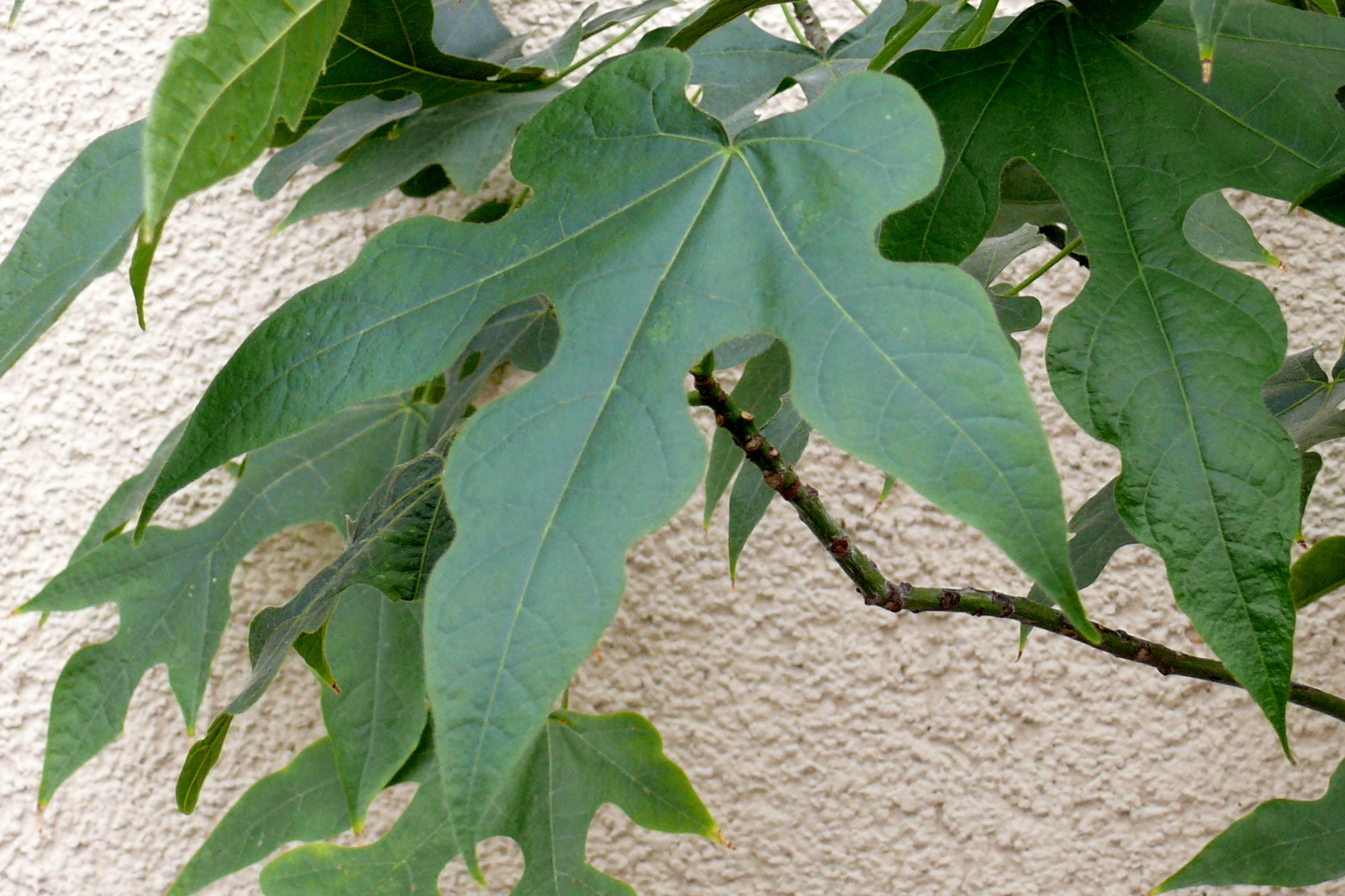
Jüngere Blätter
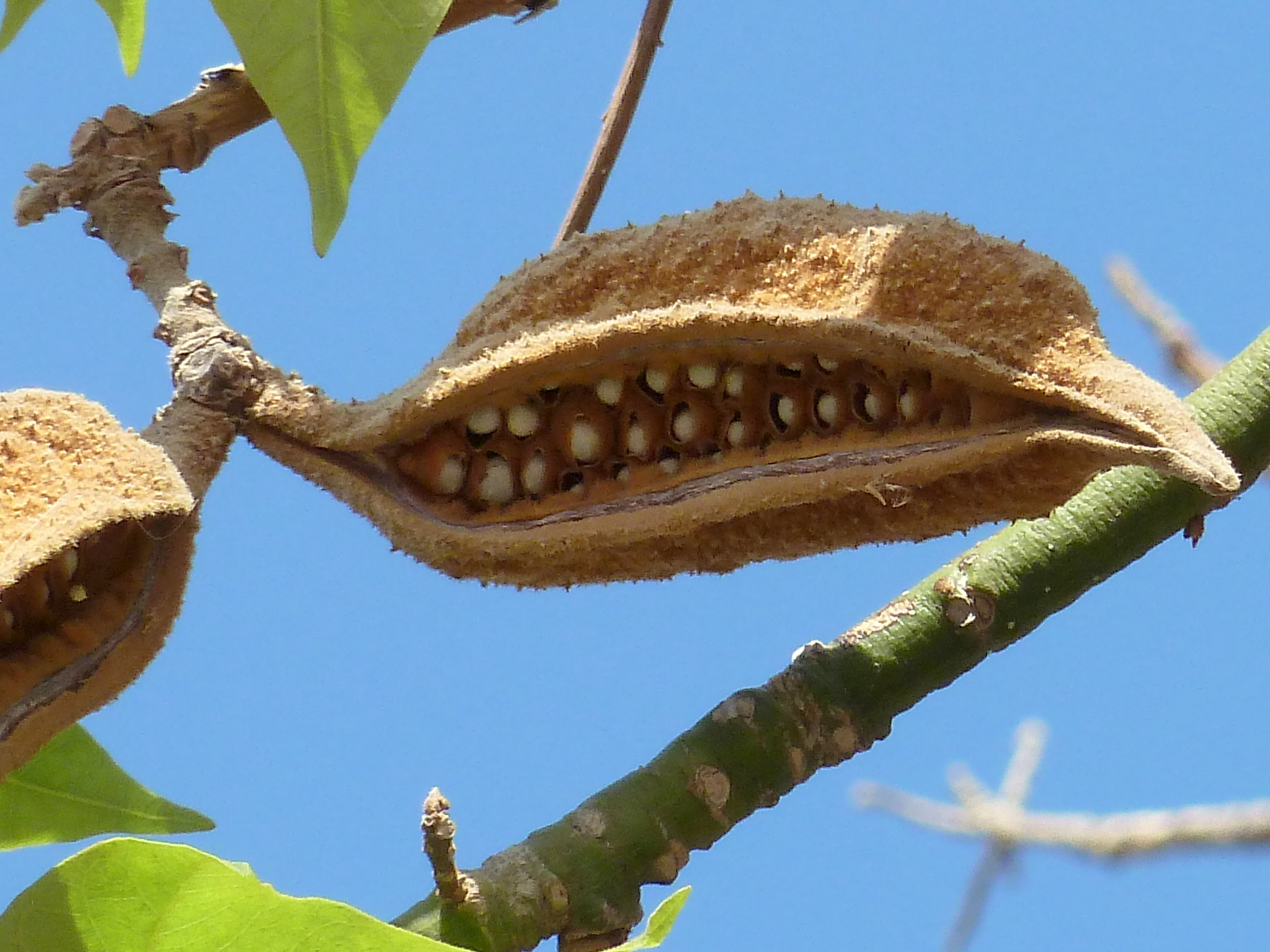
Frucht mit Samen
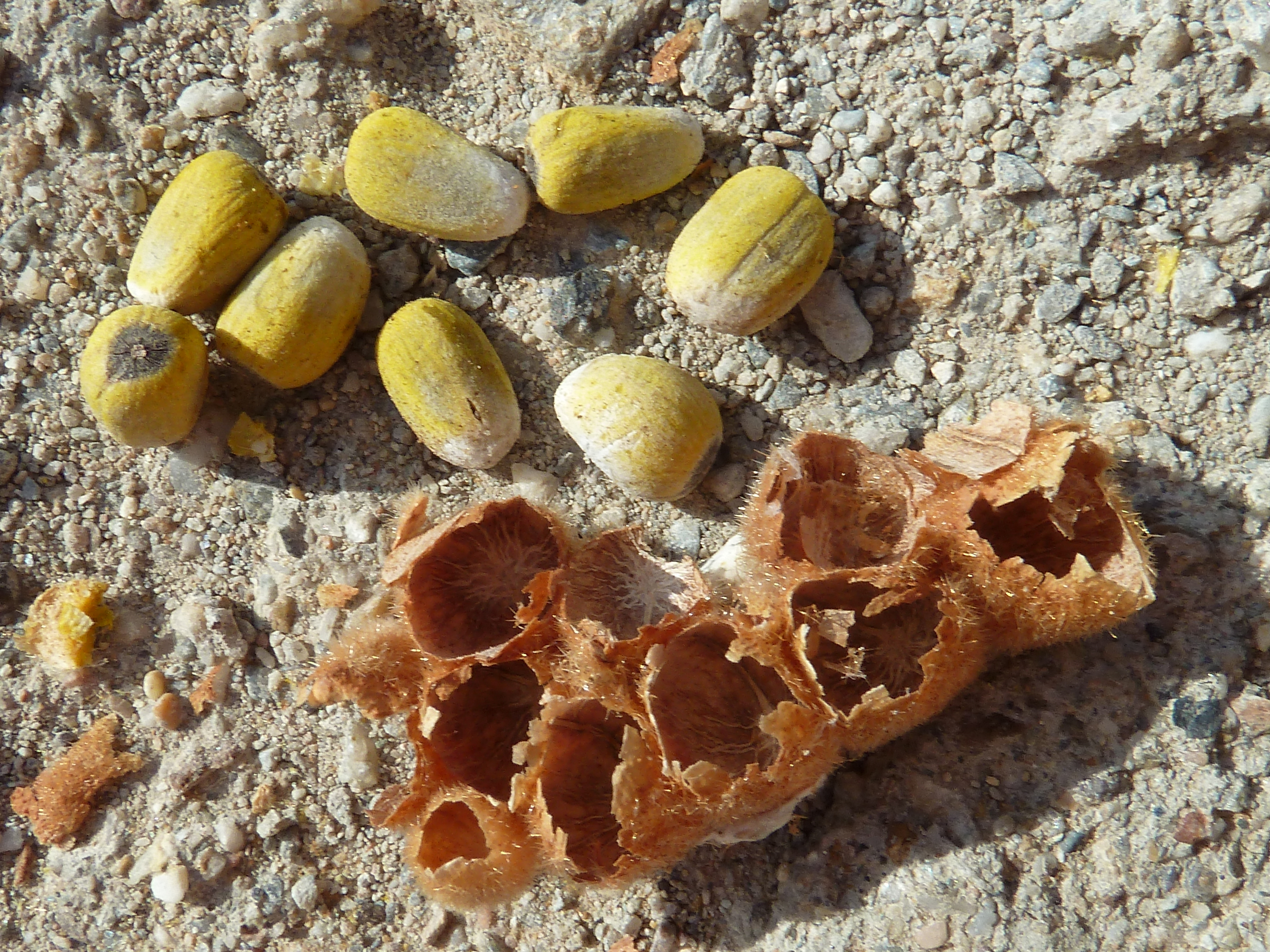
Samen und haarige Hülle

## Systematik
Brachychiton discolor hybridisiert mit Brachychiton acerifolius.

## Verwendung
Die Samen sind essbar wie jene von Brachychiton populneus.